# Nick Weiler-Babb
Nick Weiler-Babb (Arlington, Texas, 12 de diciembre de 1995) es un baloncestista estadounidense, nacionalizado alemán, que pertenece a la plantilla del Bayern de Múnich de la Basketball Bundesliga, la primera división del baloncesto alemana. Con 1,96 metros de estatura, juega en la posición de alero. Es el hermano menor del también baloncestista profesional Chris Babb.

## Trayectoria deportiva

### Universidad
Jugó una temporadas con los Arkansas Razorbacks y tres temporadas con Iowa State Cyclones desde 2016 a 2019.

### Profesional

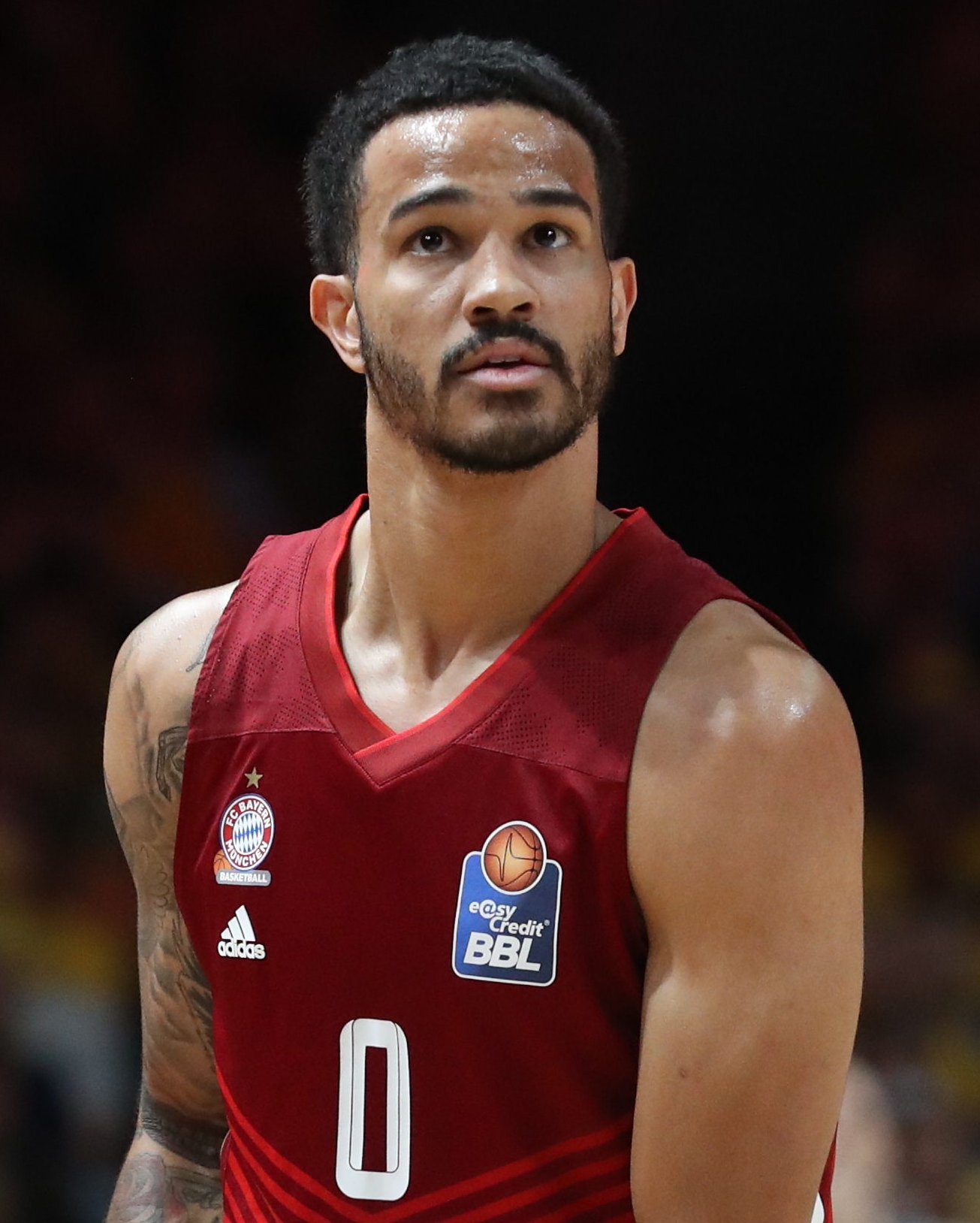
Nick Weiler-Babb con Bayern en 2022.

Tras no ser elegido en el Draft de la NBA de 2019, disputó las Ligas de Verano de la NBA con los Miami Heat, jugando siete partidos, de los que cuatro fueron en Las Vegas y tres en Sacramento.
El 27 de julio de 2019 fichó por el MHP Riesen Ludwigsburg de la Basketball Bundesliga, la primera división del baloncesto alemán, en la que promediaría 13,1 puntos, 4,6 rebotes, 2,9 asistencias por encuentro durante la temporada 2019-20.

### Selección nacional
En septiembre de 2022 disputó con el combinado absoluto alemán el EuroBasket 2022, donde ganaron el bronce, al vencer en la final de consolación a Polonia.
Entre julio y agosto de 2024 fue parte de la selección absoluta de Alemania, que disputó los Juegos Olímpicos de París, finalizando en cuarta posición, tras perder la final de consolación ante Serbia.